# تيموثي ميلر
تيموثي ميلر (بالإنجليزية: Timothy Miller)‏ هو باحث في الأديان أمريكي، ولد في 1944.